# عباد (روستا)
 عباد  به عربی ( عَباد )، روستایی است در دهستان وراق از توابع استان اِب در کشور یمن در شبه جزیره عربستان.

## جمعیت
جمعیت آن ( ۸۹) نفر (۱۱ خانوار) می‌باشد.